# Cassimir Llobet
Cassimir Llobet va ser un daurador i decorador actiu a Barcelona a la segona meitat del segle xix. Va ser pare del guitarrista Miquel Llobet i Solés
Amb Dionís Renart i Bosch van creat la societat Llobet i Renart que es dedicava a la producció i comercialització d'imatgeria religiosa i festiva. Van fer, per exemple, l'altar de sant Frederic de l'església dels sants Just i Pastor (1883) i els gegants de la ciutat
Tenien la botiga a Barcelona, al carrer del Regomir, i el taller al carrer de la Palma de Sant Just
Consta la participació de Llobet i Renart a l'Exposició Universal de 1888, a l'Exposició d'Indústries artístiques de 1892 i a l'Exposició de belles arts i indústries artístiques de 1896.